# Митрополия
Митропо́лия (греч. μητρόπολις) — епископская кафедра, а также территория или город, возглавляемые митрополитом. Исторически, митрополией назывались разные образования: первоначально так называли город, бывший центром епархии; затем — епископскую кафедру, имеющую в своём подчинении несколько епископий. Впоследствии, в частности в Русской церкви (со времени учреждения патриаршества и до начала XXI века), митрополией называли также епархию, возглавляемую митрополитом, но не имеющую подчинённых епископий. Аналогичная ситуация сохраняется в Элладской православной церкви, где де-факто все правящие архиереи (кроме предстоятеля) имеют титул митрополита и возглавляют «митрополии».

## Во времена Римской империи
В Апостольскую эпоху (в основном I век) христианская церковь состояла из неограниченного количества местных церквей, которые в первые годы рассматривали первую церковь в Иерусалиме в качестве своего основного центра и точки отсчёта. Но к IV веку сложилась система, в которой епископ столицы каждой гражданской провинции (митрополит) обычно имел определённые права над епископами других городов провинции. Первый Никейский собор 325 года, шестой канон которого впервые вводит звание «митрополита», санкционировал существующее группирование кафедр по провинциям Римской империи. В этой системе епископ столицы каждой римской провинции (митрополит) обладал определёнными правами в отношении епископов других городов провинции.

## В Русской церкви
Православная митрополия, включавшая несколько епархий, на Руси существовали в юрисдикции Константинопольской церкви начиная с учреждения Киевской митрополии в конце X века, после крещения Руси.
Эпизодические попытки местных великих князей иметь в своих великих княжествах обособленные митрополии происходили в XI—XII веках и привели к учреждению в XIV веке Литовской и Галицкой митрополий. 
С 1461 года существовала де-факто независимая Московская митрополия, в 1589 году получившая автокефалию и статус патриархата от Константинопольского и прочих патриархов. Московский патриархат не включал в себя митрополии как объединения нескольких епархии, хотя Новгородский, Казанский и Ростовский архиепископы, а также епископ Сарский и Подонский (Крутицкий), получили титул митрополита. 
В 1596—1620 годах Киевская митрополия пребывала в унии. После возобновления, она существовала в составе Константинопольского патриархата — вплоть до присоединения к Московскому Патриархату в 1687 году.
Вопрос о создании митрополий в Русской Церкви поднимался на московских церковных соборах XVII века, однако тогда были созданы лишь четыре митрополии: Московская, Казанская, Астраханская, Сибирская. При этом епархии не были включены в состав образованных митрополий: их епископы, как следствие, подчинялись напрямую Московскому Патриарху, а митрополии фактически представляли собой просто епархию с митрополитом во главе. В синодальный период количество таких епархий сократилось до трёх: Московской, Санкт-Петербургской и Киевской. В начале XX века вопрос вновь стал обсуждаться епархиальными епископами, клиром, церковными учёными и общественностью. По итогам глубоких дискуссий был разработан проект, представленный на рассмотрение Поместного собора Православной российской церкви 1917—1918 годов.

7 сентября 1918 года Собор вынес определение, в котором было сказано: «Священный Собор, руководствуясь священными канонами, определяет: учредить в Российской Церкви церковные округа, а установление числа округов и распределение по ним епархий поручить Высшему Церковному Совету…».

На рубеже 1920—1930-х годов заместителем Патриаршего Местоблюстителя митрополитом Сергием (Страгородским) и временным при нём Синодом во исполнение постановления Поместного Собора были образованы церковные области (округа) и принято Положение о полномочиях областного епископа. Однако в связи с массовым закрытием храмов, монастырей и епархий в результате обрушившихся на Русскую церковь большевистских репрессий эта структура вновь была утрачена, и ей не было позволено возродиться во второй половине 1940-х годов, после «конкордата» Сталина и Московской Патриархии.
В мае 2011 года Патриарх Московский и всея Руси Кирилл начал реформу епархиального устройства Русской православной церкви. При этом происходило разукрупнение епархий путём создание новых. По словами игумена Саввы (Тутунова):

Создание митрополий как нового уровня взаимодействия епархий связано с тем, что с мая этого года создаются новые епархии, границы которых не совпадают с границами субъектов Российской Федерации. Возникла новая ситуация: на территории одного субъекта Федерации возникает несколько епархий. По понятным причинам сразу же возник вопрос о взаимодействии этих епархий как между собой, так и со светской властью. Простой пример: как строить отношения с департаментом образования области по вопросам ОПК? Очевидно, что департаменту со стороны Церкви нужен один координатор. И таких ситуаций немало. В связи с этим в июле Священный Синод поручил комиссии Межсоборного присутствия, которую возглавляет управляющий делами Московской Патриархии митрополит Саранский и Мордовский Варсонофий, изучить этот вопрос. По итогам интенсивной работы был разработан проект документа, который предлагал объединить епархии внутри одного субъекта Федерации в митрополии.
Комиссией Межсоборного присутствия по вопросам церковного управления и механизмов осуществления соборности в Церкви были разработаны предложения по координации деятельности епархий, находящихся в одном регионе.
6 октября 2011 года было утверждено «Положение о Митрополиях Русской Православной Церкви», и в результате в Московском патриархате постепенно введена трёхступенчатая структура организации епархиального управления: Патриархат — митрополия — епархия. При этом понятия «митрополия» и «митрополичий округ» разделялись, так как они стали обозначать разные формы объединения епархий; ранее эти термины зачастую употреблялись как синонимы.
Выступая 2 февраля 2013 года на Архиерейском соборе, Патриарх Кирилл отметил:

В октябре 2011 года Священный Синод внес важную корректировку в процесс разукрупнения епархий. Епархии, расположенные в пределах одного субъекта Российской Федерации, стали объединяться в митрополии.<…>
Канонически Митрополит есть старший собрат — старший епископ в митрополии. Он призван добрым советом помогать младшим епископам управлять епархиями, заботиться о пастве всей своей митрополии. Кроме того, региональным государственным властям зачастую на порядок сложнее взаимодействовать с каждой епархией по отдельности. Поэтому митрополитам поручено также координировать диалог руководств подведомственных епархий с властями субъектов федерации.

В результате реформы на территории России образовано несколько десятков митрополий, границы которых должны совпадать с границами одного из 85 субъектов Российской Федерации. При этом наряду с епархиями, образованными в рамках нескольких районов, входящих в состав субъектов Российской Федерации, существуют и возглавляемые архиепископами епархии, включающие всю территорию субъекта Российской Федерации и не входящие в митрополию. РПЦ также имеет возглавляемые митрополитами подразделения за пределами РФ, которые не объединяют несколько епархий, как то Виленская и Литовская епархия.
Отличие митрополии от митрополичьего округа заключается в организации органов управления. Высшая церковная власть в митрополичьем округе принадлежит Синоду под председательством главы митрополичьего округа. Синод округа состоит из епархиальных и викарных архиереев округа. В митрополиях действуют не синоды, а архиерейские советы, на которых решаются координационные вопросы деятельности епархий, входящих в митрополии.

## В современнойкатолической церкви
Также провинция — объединение нескольких диоцезов и архидиоцезов, возглавляемое архиепископом — митрополитом. В состав митрополии обязательно должен входить как минимум один архидиоцез (возможно и больше). Центр митрополии обязательно совпадает с центром архидиоцеза. Три архиепископа — митрополита в латинском обряде Католической церкви исторически носят титул Патриарха (Патриарх Венеции, Патриарх Лиссабона и Патриарх Иерусалима).